# Keiko Takemiya
Keiko Takemiya (竹宮 惠子, Takemiya Keiko) est une autrice de bande dessinée japonaise née le 13 février 1950  à Tokushima dans la préfecture de Tokushima, au Japon.
Elle est membre du Groupe de l'an 24. Elle est associée au genre shōjo et plus particulièrement au shōnen-ai, notamment à travers son œuvre Kaze to ki no uta (風と木の詩, litt. La chanson du vent et des arbres).

## Biographie
Keiko Takemiya dessine des mangas depuis le collège. Comme beaucoup d'aspirants mangaka, elle est marquée et fortement inspirée par le manuel de dessin Mangaka Nyūmon (石ノ森章太郎のマンガ家入門) de Shōtarō Ishinomori.
Elle débute officiellement comme mangaka en février 1967 avec le manga Otōto (弟) dans COM, magazine indépendant fondé par Osamu Tezuka. L'histoire parle de deux « frères » non liés par le sang et préfigure les thématiques de type Boys' love qu'elle développera dans son œuvre.
A partir de 1970, elle s'installe à Tokyo et ensuite emménage avec Moto Hagio, mangaka en début de carrière comme elle, dans un logement proche de l'appartement de leur amie commune Norie Masuyama,. Cet endroit, avec la compagnie qu'il attire qui inclut également les mangakas Mineko Yamada, Minori Kimura et Nanae Sasaya est surnommé le « salon Ōizumi » et constituera le socle de ce qui sera appelé ensuite le groupe de l'an 24.
En décembre de l'année 1970, son one-shot Yuki to Hoshi to Tenshi to... est publié dans la revue Bessatsu Shōjo Comic. Il s'agit de la première représentation dans un un manga d'un baiser entre garçons. Successivement, l'histoire sera réimprimée avec le titre Sunroom nite (サンルームにて).
L'année 1972 sera pour elle l'occasion de visiter l'Europe et en particulier la France, pour en étudier la culture et l'architecture et s'en inspirer pour ses dessins. Le concept et les personnages de Kaze to ki no uta (風と木の詩?, litt. La chanson du vent et des arbres) sont déjà présents dans son esprit mais les éditeurs sont réticents à l'idée de le publier.
Les années suivantes sont marquée par la recherche d'une popularité qui lui permettrait de publier le manga qu'elle souhaite dessiner plus que tout. Cette popularité est atteinte notamment grâce à Pharaoh no haka (ファラオの墓) dans la revue Shōjo Comic (少女コミック).

## Œuvre
- Ringo no tsumi (りんごの罪?), dans Margaret, 1968.
- Sora ga suki! (空が好き！?), 2 vol., 1974.
- Pharaoh no haka (ファラオの墓?), 8 vol., 1975–1976.
- Glass no meiro (ガラスの迷路?), 1976.
- Natsu e no tobira (夏への扉?), 1976.
- Rondo capriccioso (ロンドカプリチオーソ?), 2 vol., 1976–1977.
- Andromeda stories (アンドロメダ・ストーリーズ?), 3 vol., 1976. Publié en anglais par Vertical en 2007.
- Silvester no hoshi kara (ジルベスターの星から?), 1976.
- Kaze to ki no uta (風と木の詩?), 17 vol., 1976-1984.
- Hensoukyoku (変奏曲?), 3 vol., 1976–1981.
- Destination Terra (地球へ…?), 3 vol., 1977-1980. Publié en français chez naBan en 2021.
- Kokonotsu no yuujou (ここのつの友情?), 1977.
- Wien Gensou (ウイーン幻想?), 1980.
- Astrotwin (アストロツイン?), 1980.
- Watashi wo tsuki made tsuretette! (私を月まで連れてって！?), 5 vol., 1981-1986,
- Harukanari yume no Kanata (遥かなり夢の彼方?), 1982.
- Izuaron densetsu (イズァロ―ン伝説?), 12 vol., 1982-1987.
- 5:00 PM Revolution, 5 vol., 1987-1988.
- Spanish Harlem (スパニッシュ・ハーレム?), 6 vol., 1989-1990.
- Boku dake ga shitteiru (僕だけが知っている?), 1991.
- Tenma no ketsuzoku (天馬の血族?), 23 vol., 1992-2000.
- Kurenai nihofu (紅にほふ?), 3 vol., 1994-1995.
- Hermes no Michi (エルメスの道?), 1997.
- Heian Joruri monogatari (平安情瑠璃物語?), 1999.

## Distinctions
En 1980, la mangaka remporte le Prix Shōgakukan dans la catégorie Shōnen pour Toward the Terra et Kaze to ki no uta.
En 1991, elle reçoit le Prix du ministre de l'Éducation de l'Association des auteurs de bande dessinée japonais.
En 2014, elle reçoit la médaille au ruban pourpre pour sa contribution dans le domaine du manga.

## Sources